# Tomáš
Tomáš je mužské křestní jméno. Jeho základem je aramejské תום Tóm, respektive se členem תומא Tómá (dříve teómá), které v překladu znamená „dvojče“. Toto označení dostal jeden z apoštolů, který šířil víru v božství Ježíše („nevěřící Tomáš“).

## Statistické údaje

### Pro jméno Tomáš
Následující tabulka uvádí četnost jména v ČR a pořadí mezi mužskými jmény ve srovnání dvou roků, pro které jsou dostupné údaje MV ČR – lze z ní tedy vysledovat trend v užívání tohoto jména:
| Rok  | Četnost | Pořadí | Změna četnosti | Změna pořadí |
| ---- | ------- | ------ | -------------- | ------------ |
| 1999 | 142 304 | 12.    |                |              |
| 2002 | 146 668 | 12.    | +4 364         | –            |
| 2006 | 160 211 | 9.     | +13 543        | +3           |
| 2007 | 162 802 | 9.     | +2 591         | –            |
| 2016 | 181 926 | 7.     | +19 124        | +2           |

Změna procentního zastoupení tohoto jména mezi žijícími muži v ČR (tj. procentní změna se započítáním celkového úbytku mužů v ČR za sledované tři roky 1999–2002) je +3,8 %, což svědčí o poměrně značném nárůstu obliby tohoto jména.
V roce 2008 bylo podle údajů ČSÚ toto jméno 3. nejčastější mezi mužskými jmény novorozenců. Na stejném místě se umístilo i v podobných průzkumech prováděných ve třech předchozích letech.

### Pro jméno Tom
| Rok       | Četnost   | Pořadí    |
| --------- | --------- | --------- |
| 1999      | 142       | 323.      |
| 2002      | 169       | 311.      |
| Porovnání | o 27 více | o 12 lépe |
| 2006      | 262       | 326.      |
| 2007      | 279       | 320.      |

## Domácky
Tom, Tomík, Tomášek, Tomíšek, Tomíček, Tomíno, Tomísek, Tomek, Tomča

## Tomáš v jiných jazycích
- Anglicky: Thomas, zkráceně Tom, Tommy
- Německy, francouzsky: Thomas
- Italsky: Tommaso
- Maďarsky: Tamás
- Slovinsky: Tomaž
- Rusky: Фома (Foma)[1]
- Španělsky: Tomás
- Polsky: Tomasz, Tomek
- Finsky: Tuomas, Tuomo, Tomi, Tommi
- Estonsky: Toomas
- Chorvatsky: Toma, Tomica
- Nizozemsky: Tom
- Norsky, švédsky: Tomas

## Svátek
- V českém kalendáři: 7. března
- Ve slovenském kalendáři: 7. března
- V římskokatolickém kalendáři: 28. ledna (Tomáš Akvinský), 3. července (apoštol Tomáš), 29. prosince (Tomáš Becket)

## Významné osoby se jménem Tomáš

Nevěřící Tomáš od Caravaggia

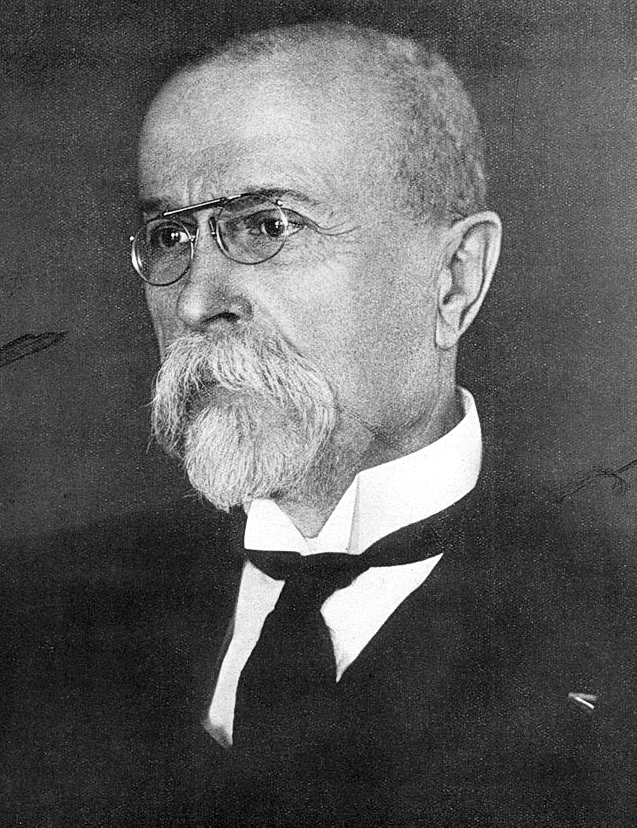
Tomáš Garrigue Masaryk

### Svatí
- sv. Tomáš (apoštol), jeden z 12 apoštolů
- sv. Tomáš Akvinský (1226–1274), dominikánský teolog
- sv. Tomáš Becket, arcibiskup z Canterbury a mučedník
- sv. Thomas More, angl. kancléř a mučedník

### Ostatní
- Tomáš Abrahám, český fotbalista
- Tomáš Albín z Helfenburka, olomoucký biskup
- Tomáš Andres, český lední hokejista
- Tomáš Anzari, tenista a tenisový trenér
- Tomáš Baťa, český podnikatel
- Tomáš Berdych, český tenista
- Tommaso Campanella, italský filozof, teolog, astrolog a básník
- Thomas Cromwell, anglický státník
- Thomas Dekker, anglický dramatik
- Tomáš Dvořák, český desetibojař
- Tomáš Edel, český historik
- Thomas Alva Edison, americký vynálezce a podnikatel
- Tomáš Enge, český automobilový závodník
- Tomas Espedal, norský spisovatel
- Tomáš Etzler, český novinář
- Tomáš Halík, český teolog a publicista
- Thomas Hardy, anglický spisovatel
- Thomas Hobbes, anglický filozof
- Tomáš Holý, český dětský herec
- Tomáš Holý, český fotbalový brankář
- Tomáš Indruch, český vodní slalomář a kanoista
- Thomas "Stonewall" Jackson, americký generál
- Tomáš Janovic, slovenský spisovatel, novinář, textař, básník
- Thomas Jefferson, 3. americký prezident
- Tomáš Julínek, český politik
- Tomáš Klus, český zpěvák
- Tomáš I. Kozlowaroga, vratislavský biskup
- Thomas Kretschmann, německý herec
- Tomáš Krulich, český kytarista
- Thomas Samuel Kuhn, americký fyzik a filosof
- Tomáš Antonín Kunz, český hudební skladatel a vynálezce
- Thomas Edward Lawrence, britský voják, cestovatel a arabista
- Tomáš Linka, český country zpěvák
- Thomas Mann, německý spisovatel
- Tomáš Garrigue Masaryk, první československý prezident
- Tomáš Matonoha, český herec
- Thomas More, anglický politik
- Thomas Morgan, americký genetik
- Thomas Morgenstern, rakouský skokan na lyžích
- Thomas Müntzer, německý kazatel a reformátor
- Tomáš Obermajer, český fotbalový brankář
- Tomáš Okleštěk, český fotbalový záložník
- Tomáš Okrouhlický, český cyklista
- Tomáš Oral, šachový velmistr
- Tomáš Oravec, slovenský a československý politik
- Tomáš Oravec, slovenský fotbalový útočník
- Tomáš Ortel, český zpěvák
- Tomáš Oulík, český notář a spisovatel
- Tomáš Pešina z Čechorodu, český jezuitský dějepisec a spisovatel
- Tomáš Plekanec, český hokejista
- Tomáš Rosický, český fotbalista
- Tomáš Řepka, český fotbalista
- Tomáš I. Savojský, savojský hrabě
- Tomáš Satoranský, český basketbalista
- Tomaž Šalamun, slovinský básník
- Tomáš Eduard Šilinger, český katolický politik a novinář z Moravy
- Tomáš Šmíd, český tenista
- Tomáš Špidlík, český jezuitský kněz a teolog, kardinál
- Tomáš Štítný ze Štítného, český šlechtic, spisovatel a náboženský reformátor
- Tomáš Töpfer, český herec, politik a divadelní podnikatel
- Tomáš Uhorčík, slovenský zbojník
- Tomáš Ujfaluši, český fotbalista
- Tomáš Úlehla, český politik
- Tomáš Ulman, český hokejista
- Tomáš Urban, český fotbalový obránce
- Tomáš Vaclík, český fotbalista
- Tomáš Verner, český krasobruslař
- Tomáš Vokoun, český hokejový brankář
- Tomáš Vincour, český hokejista
- Tomáš II. Zaremba, vratislavský biskup

## Tomáš jako příjmení
- viz. Tomáš (příjmení)